# Chris Dercon

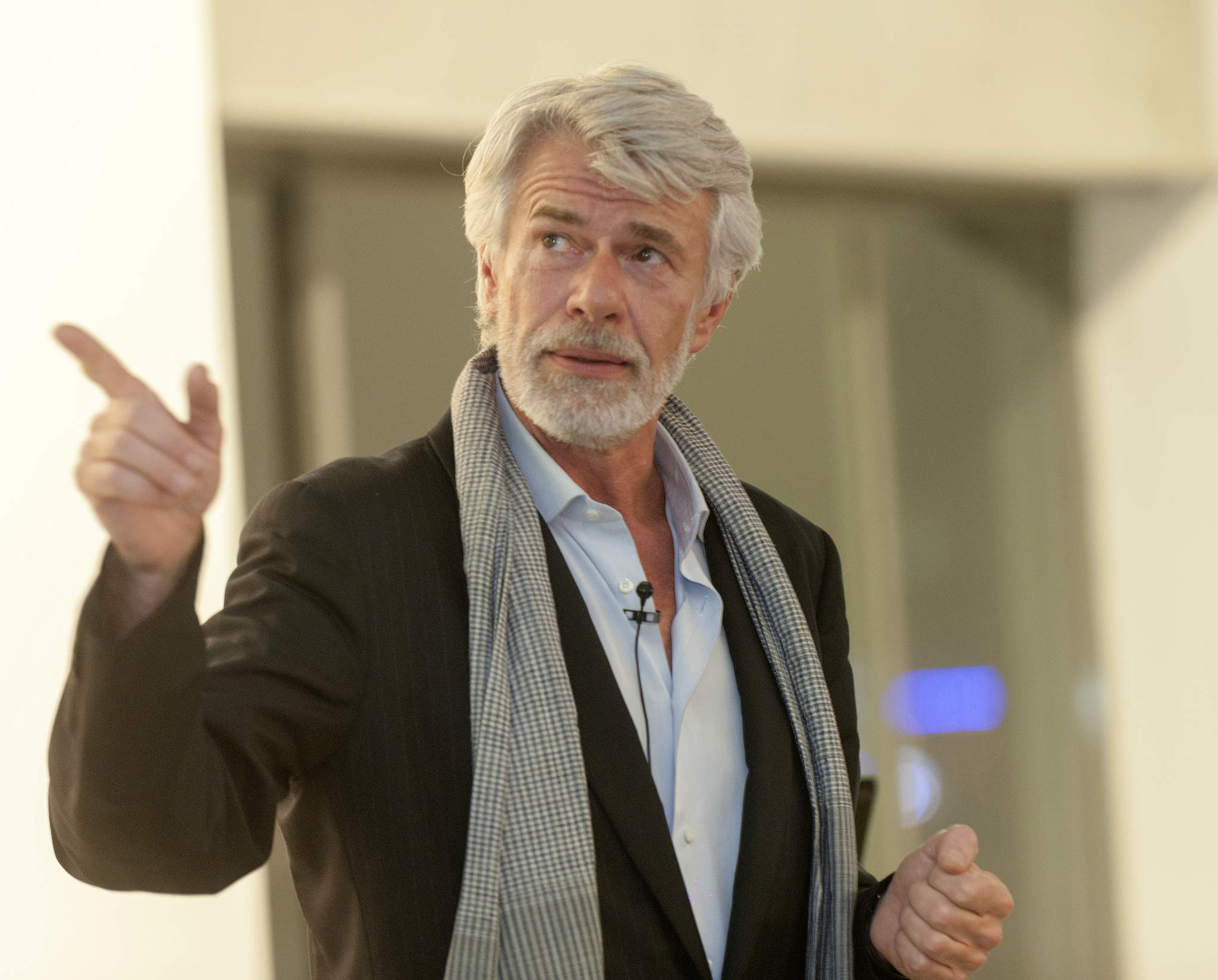
Dercon im İstanbul Modern (2015)

Chris Dercon (* 30. Juli 1958 in Lier) ist ein belgischer Kurator und Theaterwissenschaftler. Er war Direktor des Hauses der Kunst in München sowie der Tate Gallery of Modern Art in London und von August 2017 bis zum 13. April 2018 Intendant der Volksbühne Berlin. Von Januar 2019 bis Dezember 2022 war er Präsident der Vereinigung der Nationalmuseen und des Grand Palais des Champs-Élysées in Paris. Seit dem 19. Dezember 2022 leitet er als Generaldirektor die Fondation Cartier pour l'Art Contemporain.

## Leben
Dercon studierte von 1976 bis 1982 in Amsterdam und Leiden Kunstgeschichte, Theaterwissenschaften und Filmtheorie. Im Anschluss arbeitete er als freier Mitarbeiter für Kunst und Kultur beim belgischen Rundfunk und Fernsehen sowie von 1983 bis 1988 am Sint-Lukas Hoger Instituut voor Beeldende Kunsten (Brüssel) als Dozent der Fachbereiche Video und Kino. 1988 wechselte Dercon als Programmdirektor ans MoMA PS1 nach New York. 1990 wurde er Direktor des Witte de With, Zentrum für zeitgenössische Kunst, in Rotterdam. 1994 wurde er für die künstlerische Leitung der documenta X nominiert. 1996 realisierte er die Ausstellung Face à l'histoire für das Centre Georges Pompidou in Paris. Von 1996 bis April 2003 war Dercon Direktor am Museum Boijmans Van Beuningen in Rotterdam.

### Direktor des Hauses der Kunst in München
Von Mai 2003 bis März 2011 war Dercon Direktor des Hauses der Kunst in München. Er setzte neben der Arbeit mit der zeitgenössischen Kunst auch die Arbeit mit Architektur, Design, Mode, Film und Fotografie im Programm des Hauses der Kunst fort. Außerdem initiierte er einen „kritischen Rückbau“ des Hauses: Bauliche Änderungen, die nach dem Zweiten Weltkrieg als architektonische Entnazifizierung galten, wurden rückgängig gemacht, um den Blick auf den Ursprung des Hauses freizulegen und eine Auseinandersetzung mit seiner Geschichte zu ermöglichen. Unter Dercons Leitung lud das Haus der Kunst zahlreiche zeitgenössische Künstler und Kulturschaffende ein, die monumentalen Räume kritisch umzudeuten: Patti Smith, Yoko Ono, Zaha Hadid, Rem Koolhaas, Robert Storr, Christoph Schlingensief und Ai Weiwei.

### Direktor der Tate Modern in London
In seiner Zeit an der Tate Gallery of Modern Art (2011 bis 2016) gelang es ihm, das Publikumsinteresse erheblich zu steigern. Dadurch konnte ein Erweiterungsbau der Architekten Herzog & de Meuron gerechtfertigt werden, der 2016 von Dercons Nachfolgerin im Amt, Frances Morris, eröffnet wurde.

### Intendant der Volksbühne Berlin
Berlins Regierender Bürgermeister und Kultursenator Michael Müller teilte Ende April 2015 mit, dass Dercon ab 2017 die Nachfolge von Frank Castorf als Intendant der Volksbühne Berlin antreten werde. Die Entscheidung war von Kulturstaatssekretär Tim Renner vorbereitet worden.
Viele Mitarbeiter der Volksbühne und der Intendant des Berliner Ensembles, Claus Peymann, lehnten Dercon und seine Pläne für die Entwicklung des Hauses ab. Die Kritik lautete: Mit Dercon vollziehe sich eine Entwurzelung der Berliner Volksbühne und deren Internationalisierung. Dercon stehe für ein „austauschbares, für den globalen Festivalbetrieb produziertes Durchreisetheater“. Der globalisierte Kunstmarkt übernehme ein Stadttheater, das in der Welt ein starkes Profil besaß. Quasi alle namhaften Intendanten Berlins äußerten sich kritisch über den Wechsel.
Mit Dercon zeichne sich nicht nur ein Intendanten-, sondern ein Systemwechsel ab. Die Volksbühne solle als Repertoire- und Ensembletheater aufgelöst werden, das Sprechtheater solle durch Performance und Tanz abgelöst werden. Stattdessen sollten ein Kuratorenmodell, eine Eventmarke, ein internationales Label installiert werden. Das Theater wurde von Volksbühne am Rosa-Luxemburg-Platz in Volksbühne Berlin umbenannt. Im September 2017 wurde das Haus von Dercon-Gegnern besetzt.
Am 13. April 2018 wurde bekannt, dass Dercon und der Berliner Kultursenator Klaus Lederer sich auf eine sofortige Beendigung von Dercons Engagement an der Volksbühne verständigt haben. Die Entscheidung sei im gegenseitigen Einvernehmen getroffen worden, hieß es in einer Erklärung der Kulturverwaltung.

### Privates
Dercon war ab 2011 mit der Münchner Galeristin Sonja Junkers verheiratet, seit 2018 ist er mit der Schauspielerin und Literaturwissenschaftlerin Birte Carolin von Knoblauch verheiratet.

## Liste der von Chris Dercon kuratierten Ausstellungen im Haus der Kunst
- Carlo Mollino – Maniera Moderna (16. September 2011 bis 8. Januar 2012). Katalog.
- Theatergarten Bestiarium (28. März 2011 bis 31. Juli 2011)
- Future Beauty. 30 Jahre japanische Mode (4. März 2011 bis 19. Juni 2011)
- Zukunft der Tradition – Tradition der Zukunft. 100 Jahre nach der Ausstellung „Meisterwerke muhammedanischer Kunst“ in München (17. September 2010 bis 9. Januar 2011)
- Thomas Mayfried. Ephemera. Grafik-Design etc. (21. Mai 2010 bis 22. August 2010)
- Ai Weiwei. So sorry (12. Oktober 2009 bis 17. Januar 2010)
- Maison Martin Margiela. „20“ die Ausstellung (20. März 2009 bis 1. Juni 2009)
- Apichatpong Weerasethakul. Primitive (20. Februar 2009 bis 1. Juni 2009)
- Made in Munich. Editionen von 1968 bis 2008 (21. November 2008 bis 22. Februar 2009)
- Garin Nugroho. Opera Jawa (19. September 2008 bis 11. Januar 2009)
- Spuren des Geistigen. Traces du Sacré (19. September 2008 bis 11. Januar 2009)
- Rupprecht Geiger. Farbe tanken für neue Energie (25. Januar 2008 bis 8. Mai 2008)
- Anish Kapoor. Svayambh (18. Oktober 2007 bis 21. Januar 2008)
- Gilbert & George. Die große Ausstellung (11. Juni 2007 bis 9. September 2007)
- Yayoi Kusama. Dots obsession – love transformed into dots (9. Februar 2007 bis 6. Mai 2007)
- Amrita Sher-Gil. Eine indische Künstlerfamilie im 20. Jahrhundert (3. Oktober 2006 bis 7. Januar 2007)
- Herzog & de Meuron. No. 250 – eine Ausstellung (12. Mai 2006 bis 30. Juli 2006)
- Konstantin Grcic. Industrial Design. On / off (16. März 2006 bis 30. Juli 2006)
- Occupying Space. Sammlung Generali Foundation (9. März 2005 bis 16. Mai 2005)
- Florian Süssmayr. Bilder für deutsche Museen (17. Februar 2005 bis 1. Mai 2005)
- Das Bild Europas. Amo / Rem Koolhaas und foreign policy center (11. Oktober 2004 bis 9. Januar 2005)
- Utopia Station. Auf dem Weg nach Porto Alegre (7. Oktober 2004 bis 16. Januar 2005)
- Simply Droog. 10 + 1 Jahre Avantgarde Design aus Holland (18. März 2004 bis 31. Mai 2004)
- Strange messenger: the work of Patti Smith. Eine Ausstellung des Andy Warhol Museum. One of the four carnegie museums of Pittsburgh (19. Dezember 2003 bis 29. Februar 2004)
- Partners (7. November 2003 bis 15. Februar 2004) (von Thomas Weski, damals Hauptkurator im Haus der Kunst, nach München gebracht)[14]

## Veröffentlichungen
- als Mitherausgeber: Carlo Mollino. Maniera moderna. König, Köln 2011, ISBN 978-3-86335-020-8.
- Auferstehung und Wiedergeburt. Das Münchner Filmmuseum wird 50 Jahre alt und ist doch quicklebendig – wie dieser Gratulant, Fan und langjährige Nachbar im Haus der Kunst bezeugen kann. In: Süddeutsche Zeitung, 28. November 2013, S. 14.